# Bundesstraße 477
Pour les articles homonymes, voir Route 477.
La Bundesstraße 477 est une Bundesstraße du Land de Rhénanie-du-Nord-Westphalie.

## Géographie
Elle représente la liaison la plus courte entre Düsseldorf ou Neuss et l'Eifel.

## Histoire
La B 477 est créée au milieu des années 1960 pour améliorer le réseau routier fédéral. À Elsdorf, le B 477 circule brièvement avec le B 55 sur le même itinéraire. Il en va de même à Zülpich (B 265) et Mechernich (B 266), bien qu'ici la route parallèle soit plus longue. Il y a des embouteillages réguliers dans la région de Neuss et dans la route de transit de Niederaußem.
Plusieurs routes de contournement sont actuellement prévues entre Rommerskirchen et Bergheim (contournement de Rommerskirchen, contournement de Rheidt-Hüchelhoven et route de desserte occidentale de Niederaußem).
On utilise la B 477 le week-end comme voie d'accès au Nürburgring.

## Source
- (de) Cet article est partiellement ou en totalité issu de l’article de Wikipédia en allemand intitulé « Bundesstraße 477 » (voir la liste des auteurs).

1. 1 2 3 4  (de) Sebastian Meurer, « B 477 wird ab Sommer zwei Jahre lang saniert », sur Rheinische Post, 2018 (consulté le 6 avril 2022)